# Diosdado Cabello
Diosdado Cabello Rondón (ur. 15 kwietnia 1963 w El Furrial) – wenezuelski polityk, blisko związany z prezydentem Hugo Chávezem. Od stycznia do kwietnia 2002 pełnił w jego gabinecie funkcję wiceprezydenta, a także przez jeden dzień w czasie puczu wojskowego 13 kwietnia 2002 prezydenta republiki, przewodniczący parlamentu w latach 2012–2016.

## Życiorys
Urodził się w El Furrial w stanie Monagas. Z wykształcenia jest inżynierem. Służył w armii wenezuelskiej. Brał udział w nieudanym zamachu stanu Hugo Chaveza w 1992.
Po zwycięstwie Chaveza w 1998 Cabello był jednym z głównych organizatorów ruchów poparcia dla prezydenta. Cabello został mianowany wiceprezydentem w styczniu 2002.
Chavez został (na krótko) obalony 11 kwietnia 2002 przez pucz wojskowy, cieszący się cichym poparciem USA, który wyniósł na fotel prezydencki prezesa wenezuelskiej izby handlowej Pedro Carmonę. Nowy prezydent nie utrzymał się długo i już w dwa dni później, 13 kwietnia, musiał oddać władzę (został potem na krótko uwięziony, zanim nie udał się na wygnanie). Z powodu czasowej nieobecności Chaveza tymczasowym prezydentem został Cabello, który oświadczył przy swej inauguracji: „Ja, Diosdado Cabello, obejmuję tymczasowo prezydenturę dopóki prezydent republiki, Hugo Chavez Frias, nie powróci”. Po kilku godzinach Chavez na powrót przejął obowiązki. Cabello przestał pełnić obowiązki wiceprezydenta jeszcze w tym samym miesiącu.
W październiku 2004 wybrano go gubernatorem stanu Miranda. Wygrał wybory uzyskując 345 752 głosów (52%), wobec swego rywala, Enrique Mendozy, który otrzymał 320 731 głosów (48%). Urząd gubernatora zajmował do 2008.
W styczniu 2012 został wybrany przewodniczącym Zgromadzenia Narodowego na roczną kadencję. W styczniu 2013 uzyskał reelekcję na tym stanowisku.
Cabello prowadzi własny, cotygodniowy program w państwowej telewizji – Con el Mazo Dando (*Tłukąc młotkiem*). Jest to program polityczny, w którym Cabello broni rządu i przedstawia zarzuty wobec opozycji. Międzyamerykańska Komisja Praw Człowieka (IACHR) wyraziła zaniepokojenie tym, że w programie zastraszane są osoby zwracające się do IACHR z oskarżeniami wobec rządu wenezuelskiego.
Niektórzy komentatorzy w Wenezueli porównują wykorzystywanie nielegalnie nagranych, prywatnych rozmów w takich programach jak Cabello’a, do praktyk stosowanych w NRD i przedstawionych m.in. w „Życiu na Podsłuchu”. Amnesty International wyraziło zaniepokojenie tym, jak w swoim programie Cabello upublicznił szczegóły podróży dwóch obrońców praw człowieka oraz tym, że stale pokazuje, jak państwo obserwuje osoby niezgadzające się z polityką rządu wenezuelskiego.

## Odznaczenia (lista niepełna)
- Wielki Łańcuch Orderu Wyzwoliciela (Wenezuela)
- Krzyż Wielki Orderu Francisco de Miranda (Wenezuela)